# Мечеть Сейит-Сеттар
Мечеть Сейит-Сеттар (Мечеть Сеит-Сеттар, крымскотат. Seyit-Settar Cami, Сейит-Сеттар Джами́) — мечеть, находящаяся в Старом городе Симферополя по адресу ул. Клары Цеткин, 34. Здание мечети было построено в середине XIX века. Мечеть была снесена до фундамента в 2014 году. В 2016 году для посещения было открыто новое здание мечети.

## История
Мечеть построена на средства градоначальника Симферополя Сейита-Сеттара Челеби. 19 мая 1849 года прошёл сход жителей квартала «Кады-маалле» на котором было принято решение построить мечеть. 27 мая 1849 года Таврическое магометанское духовное правление рассмотрело решение жителей и прошение Симферопольского городского головы 3-й гильдии купца Сеита Сеттара Челеби и направило ходатайство о постройке мечети в губернское правление.
6 июля 1849 года губернское правление постановило предоставить проект сооружения и направило запрос в Херсонскую духовную консисторию с просьбой установить, имеются ли препятствия для постройки мечети. Таврическое магометанское духовное правление предоставило губернскому правлению чертежи 27 июля 1849 года. Необходимые согласования были получены спустя год, когда 22 июля 1850 года Херсонская духовная консистория установила, что «со стороны Епархиального начальства препятствий к постройке купцу Челеби новой мечети в городе Симферополе, не имеется». На основании этого 9 августа 1850 года губернское правление разрешило постройку мечети.
Вокруг построенной мечети сформировался новый район «Сейит-Сеттар мааллеси», названный именем автора постройки мечети.
По состоянию на 1886 год количество прихожан составляло 778 человек обоего пола (источник-Алфавитный список магометанских мечетей в империи 1886 года). 
По состоянию на 1890 год хатипом мечети являлся Г. Наибов, будучи одновременно «преподавателем Корана» в Симферопольской мужской гимназии. В 1891 году прихожанами являлись жители 130 близлежащих дворов. Мечеть тогда имела вакуфный капитал в размере 1157 рублей 78 копеек. Процентами от этой суммы распоряжались хатип и имам мечети. В 1896 году был произведён ремонт здания стоимостью 2 тысячи рублей.
7 октября 1922 года, после установления Советской власти в Крыму, мечеть передали в пользование мусульманской общине. Тогда же было установлено, что в мечети имеется десять экземпляров Корана, два из которых были рукописными. В здании также хранились персидские, турецкие, закавказские, текинские и московские ковры.
В 1929 году мечеть прекратила свою деятельность. Однако, уже 1 марта 1931 года мечеть и религиозная община прошла перерегистрацию. Вновь перерегистрация была проведена в 1934 году. Муллой и хатипом мечети тогда являлся Аджи Муслятдин эфенди. В 1936 году религиозная община была ликвидирована, а мечеть — закрыта. В 1943 году во время оккупации Крыма немцами под руководством инженера Аблаева был проведён капитальный ремонт здания. Службы в мечети продолжались до апреля 1944 года. В послевоенные годы здание было передано под мастерские «Сельэлектро», а затем для нужд ДОСААФ.
В советское время был снесён минарет. Внутри здания провели перепланировку, сделав здание двухэтажным. Были заложены некоторые окна, при этом были пробиты новые оконные отверстия. К мечети были пристроены производственные помещения.
В начале 1990-х мечеть была возвращена возрождённой мусульманской общине «Сейит Сеттар». В 1992 году крымское отделение «Укрпроектреставрации» начало разрабатывать проект реконструкции мечети. На средства Духовного управления Турции в 1992—1993 годах был проведён ремонт.
В 2006 году было принято решение снести мечеть и построить на её мести новую в османском стиле. В августе 2013 года Симферопольский городской совет выделил Духовному управлению мусульман Крыма 0,4452 га соседних с мечетью территорий для перестройки здания и постройки рядом медресе, административного корпуса и корпуса для студентов. Строительство мечети осуществляла турецкая компания «Иншат». Последняя пятничная молитва (джума-намаз) перед демонтажем здания была проведена 14 ноября 2014 года. Открытие нового здания мечети состоялось 11 сентября 2016 года.

## Первоначальная архитектура
Здание мечети в первоначальном виде представляло собой образец провинциальной мусульманской архитектуры Крыма середины XIX века. Оно было расположено среди малоэтажной застройки в глубине от красной линии. Одноэтажное здание мечети было выстроено из камня. Потолок был выполнен из дерева.

Современная мечеть
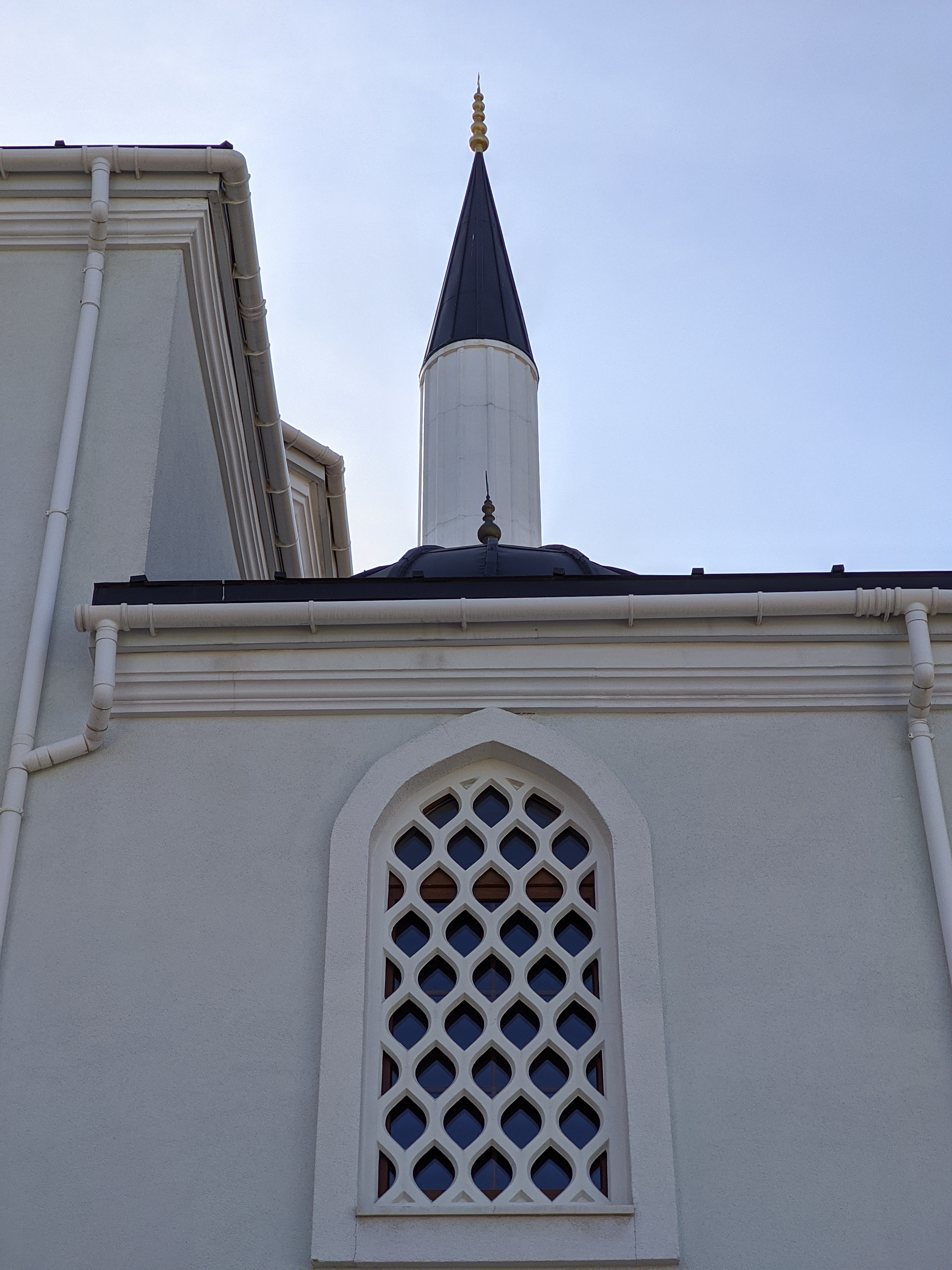
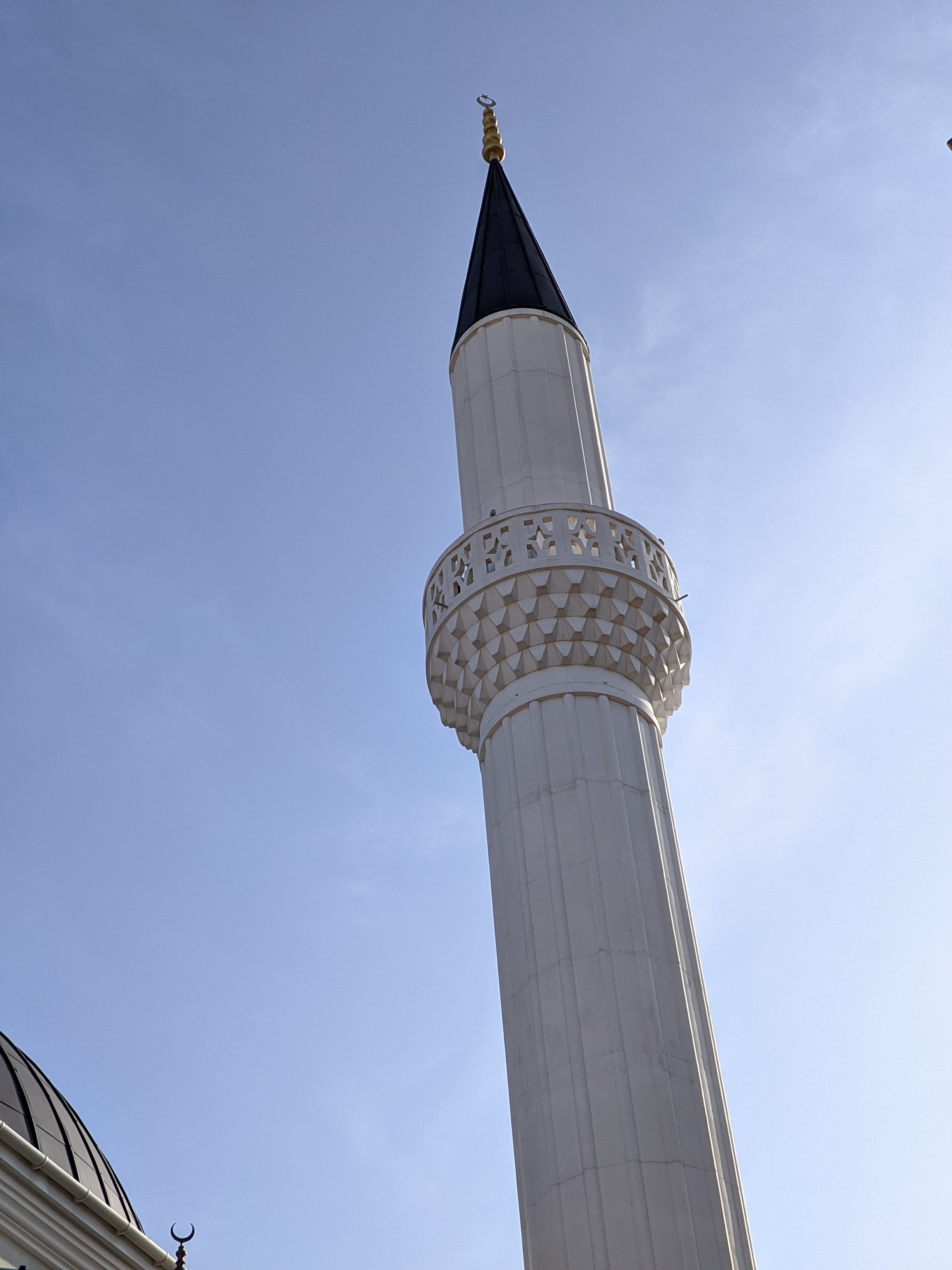
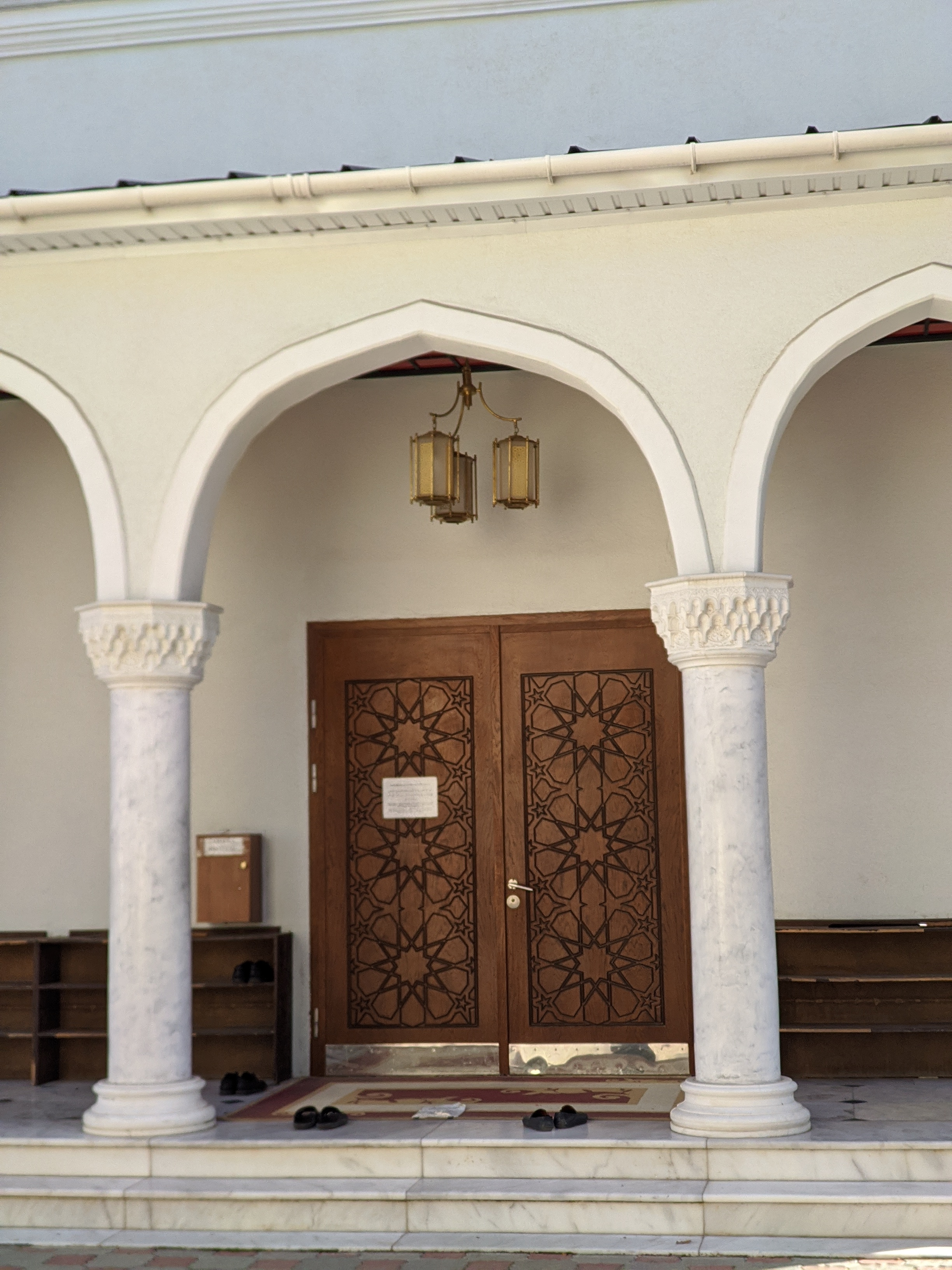